# Championnat de Finlande de basket-ball
La Korisliiga est la première division du championnat de Finlande de basket-ball. Ce championnat regroupe les 12 meilleures équipes finlandaises.

## Historique
Les douze équipes disputent 44 matches lors de la saison régulière. Les huit premiers sont qualifiés pour les playoffs qui désignent le champion.

## Palmarès
- 1938/1939: Ylioppilaskoripalloilijat
- 1939/1940: Eiran Kisa-Veikot
- 1940/1941: Kadettikoulu
- 1941/1942: Non disputé
- 1942/1943: Non disputé
- 1943/1944: Pantterit
- 1944/1945: Pantterit
- 1945/1946: Helsingin NMKY
- 1946/1947: Helsingin NMKY
- 1947/1948: Pantterit
- 1948/1949: Pantterit
- 1949/1950: Pantterit
- 1950/1951: Pantterit
- 1951/1952: Pantterit
- 1952/1953: Pantterit
- 1953/1954: Pantterit
- 1954/1955: Pantterit
- 1955/1956: Pantterit
- 1956/1957: Pantterit
- 1957/1958: KTP Basket
- 1958/1959: Pantterit
- 1959/1960: Torpan Pojat Helsinki
- 1960/1961: Helsingin Kisa-Toverit
- 1961/1962: Helsingin Kisa-Toverit
- 1962/1963: Helsingin Kisa-Toverit
- 1963/1964: Helsingin Kisa-Toverit
- 1964/1965: Helsingin Kisa-Toverit
- 1965/1966: Torpan Pojat Helsinki
- 1966/1967: KTP Basket
- 1967/1968: Honka Espoo Playboys
- 1968/1969: Honka Espoo Playboys
- 1969/1970: Honka Espoo Playboys
- 1970/1971: Honka Espoo Playboys
- 1971/1972: Honka Espoo Playboys
- 1972/1973: Turun NMKY
- 1973/1974: Honka Espoo Playboys
- 1974/1975: Turun NMKY
- 1975/1976: Honka Espoo Playboys
- 1976/1977: Turun NMKY
- 1977/1978: Torpan Pojat Helsinki
- 1978/1979: Honka Espoo Playboys
- 1979/1980: Pantterit
- 1980/1981: Torpan Pojat Helsinki
- 1981/1982: Turun NMKY
- 1982/1983: Torpan Pojat Helsinki
- 1983/1984: Helsingin NMKY
- 1984/1985: Helsingin NMKY
- 1985/1986: Torpan Pojat Helsinki
- 1986/1987: Helsingin NMKY
- 1987/1988: KTP Basket
- 1988/1989: Helsingin NMKY
- 1989/1990: UU-Korihait
- 1990/1991: KTP Basket
- 1991/1992: Helsingin NMKY
- 1992/1993: KTP Basket
- 1993/1994: KTP Basket
- 1994/1995: Kouvot Kouvola
- 1995/1996: Torpan Pojat Helsinki
- 1996/1997: Torpan Pojat Helsinki
- 1997/1998: Torpan Pojat Helsinki
- 1998/1999: Kouvot Kouvola
- 1999/2000: Namika Lahti
- 2000/2001: Honka Espoo Playboys
- 2001/2002: Honka Espoo Playboys
- 2002/2003: Honka Espoo Playboys
- 2003/2004: Kouvot Kouvola
- 2004/2005: Lappeenrannan NMKY
- 2005/2006: Lappeenrannan NMKY
- 2006/2007: Honka Espoo Playboys
- 2007/2008: Honka Espoo Playboys
- 2008/2009: Namika Lahti
- 2009/2010: Tampereen Pyrintö
- 2010/2011: Tampereen Pyrintö
- 2011/2012: Loimaan Korikonkarit
- 2012/2013: Loimaan Korikonkarit
- 2013/2014: Tampereen Pyrintö
- 2014/2015: Kataja Basket Club
- 2015/2016: Kouvot Kouvola
- 2016/2017: Kataja Basket Club
- 2017/2018: Kauhajoki Karhu Basket
- 2018/2019: Kauhajoki Karhu Basket
- 2019/2020 : non décerné du fait de la pandémie de Covid-19
- 2020/2021 : Vilpas Vikings
- 2021/2022 : Kauhajoki Karhu Basket
- 2022/2023 : Helsinki Seagulls
- 2023/2024 : BC Nokia
- 2024/2025 : Helsinki Seagulls

## Bilan par club
| Club                      | Titres | Ville        | Année                                                                              |
| ------------------------- | ------ | ------------ | ---------------------------------------------------------------------------------- |
| Pantterit                 | 14     | Helsinki     | 1944, 1945, 1948, 1949, 1950, 1951, 1952, 1953, 1954, 1955, 1956, 1957, 1959, 1980 |
| Honka Espoo               | 13     | Espoo        | 1968, 1969, 1970, 1971, 1972, 1974, 1976, 1979, 2001, 2002, 2003, 2007, 2008       |
| Torpan Pojat Helsinki     | 9      | Helsinki     | 1960, 1966, 1978, 1981, 1983, 1986, 1996, 1997, 1998                               |
| Helsingin NMKY            | 7      | Helsinki     | 1946, 1947, 1984, 1985,1987, 1989, 1992                                            |
| KTP Basket                | 6      | Kotka        | 1958, 1967, 1988, 1991, 1993, 1994                                                 |
| Helsingin Kisa-Toverit    | 5      | Helsinki     | 1961, 1962, 1963, 1964, 1965                                                       |
| Kouvot Kouvola            | 4      | Kouvola      | 1995, 1999, 2004, 2016                                                             |
| Turun NMKY                | 4      | Turku        | 1973, 1975, 1977, 1982                                                             |
| Tampereen Pyrintö         | 3      | Tampere      | 2010, 2011, 2014                                                                   |
| Kauhajoki Karhu Basket    | 3      | Kauhajoki    | 2018, 2019, 2022                                                                   |
| Helsinki Seagulls         | 2      | Helsinki     | 2013, 2025                                                                         |
| Kataja Basket Club        | 2      | Joensuu      | 2015, 2017                                                                         |
| Bisons Loimaa             | 2      | Loimaa       | 2012, 2013                                                                         |
| Namika Lahti              | 2      | Lahti        | 2000, 2009                                                                         |
| Lappeenrannan NMKY        | 2      | Lappeenranta | 2005, 2006                                                                         |
| UU-Korihait               | 1      | Uusikaupunki | 1990                                                                               |
| Kadettikoulu              | 1      | Helsinki     | 1941                                                                               |
| Eiran Kisa-Veikot         | 1      | Helsinki     | 1940                                                                               |
| Ylioppilaskoripalloilijat | 1      | Helsinki     | 1939                                                                               |
| Salon Vilpas              | 1      | Salo         | 2021                                                                               |
| BC Nokia                  | 1      | Nokia        | 2024                                                                               |